# 2MASS 0559-1404
2MASS 0559-1404(= 2MASS J05591914-1404488) is een bruine dwerg met een spectraalklasse van T4,5. De ster bevindt zich 34,23 lichtjaar van de zon.